# S/S Sverige (1908)
S/S Sverige var en dansk passagerarfärja som trafikerade Köpenhamn och Malmö under nio år från 1908, därefter trafikerades Århus och Kalundborg under namnet Niels Holst från 1917 till 1936, blev sedan såld till Finland och döptes slutligen om till Per Brahe där Åbo, Mariehamn och Stockholm trafikerades fram tills 1954.

## Historik
Fartyget levererades 27 maj 1908 och sattes i trafik på Öresund för Dampskibsselskabet Øresund i samarbete med Svenska Rederi AB Öresund. Under 1915 utchatrades båten till DSB och såldes sedan till järnvägsföretaget 1917. Linjen Århus - Kalundborg pågick fram till 1933 då hon blev upplagd som reservfartyg. Såld till Åbo 1936 och trafikerade därefter sträckan Stockholm - Mariehamn - Åbo. Användes som trupptransportfartyg under andra världskriget och bostadsfartyg i Helsingfors för Kontrollkommissionens ryska ledamöter 1945 till 1947. En renovering genomfördes 1948 och fortsatte med trafiken fram till 1954 då hon såldes och bogserades till Odense där hon skrotades året därpå.
Delar av inredningen från fartyget bevarades och används i ett konferensrum på hotel Reisen i Gamla stan i Stockholm.

## Galleri

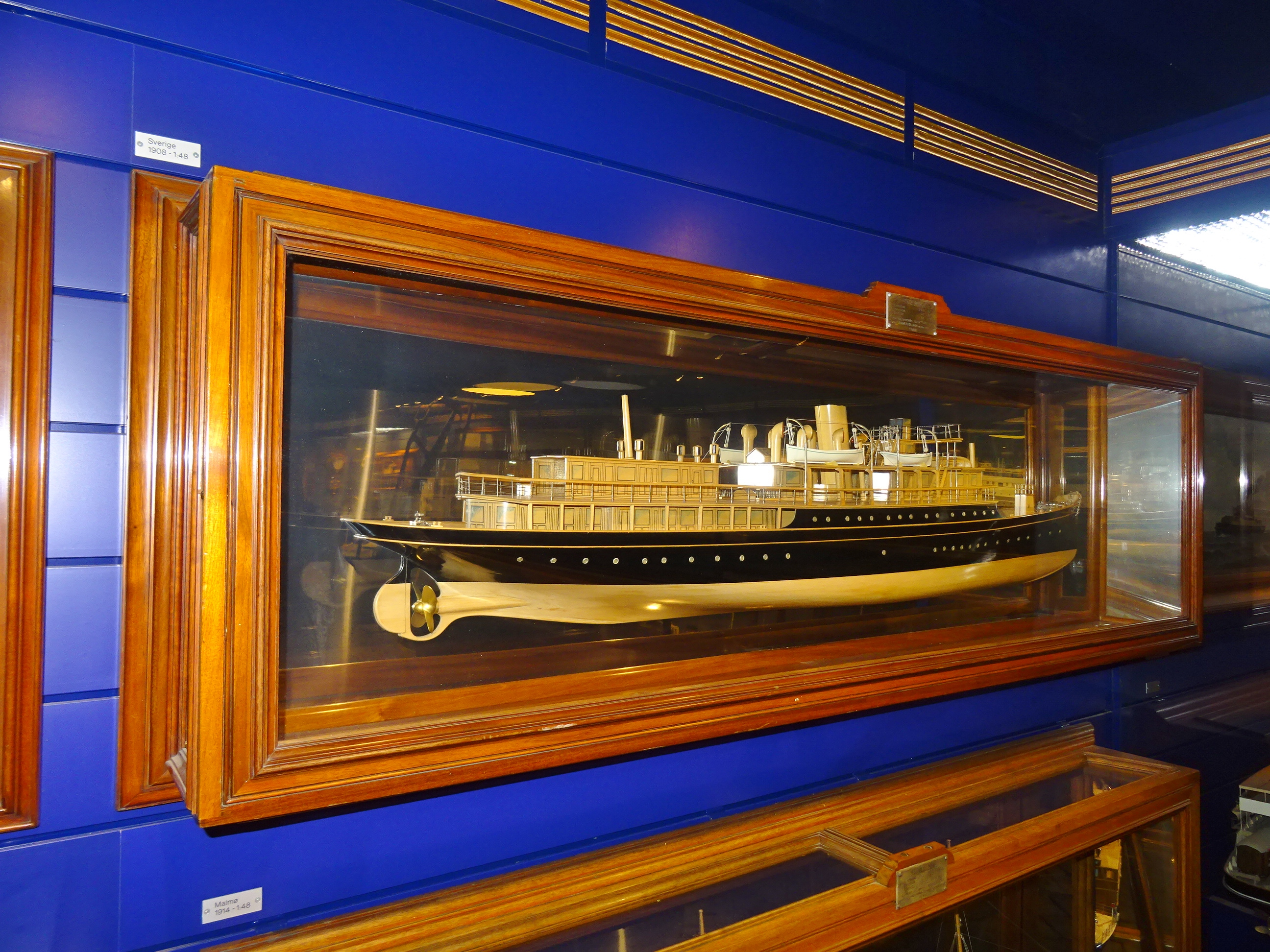
Modell av Sverige på Danmarks Jernbanemuseum i Odense
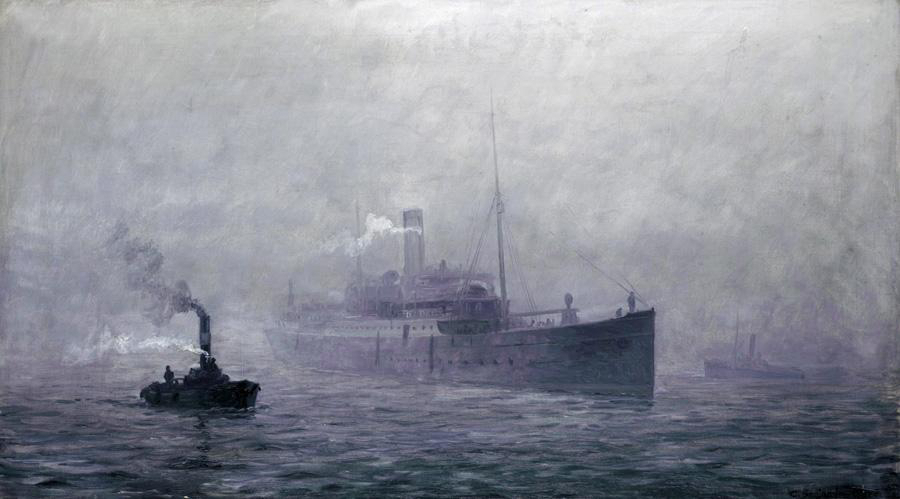
Oljemålning av fartyget från 1909
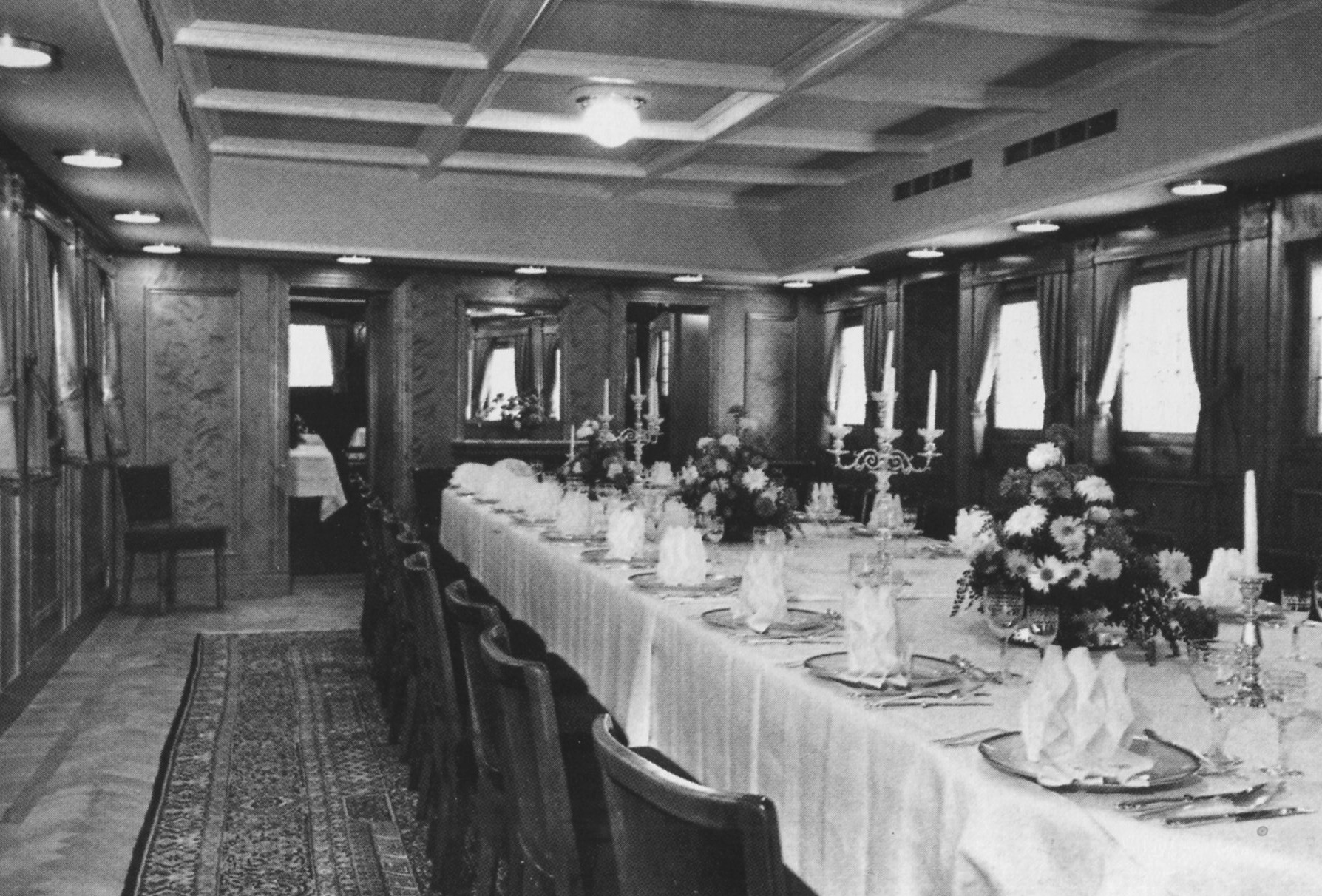
Salong Per Brahe i hotell Reisen på 1960-talet, numera konferensrummet Chambre Brahe